# Bad Rothenfelde
Bad Rothenfelde – uzdrowiskowa gmina samodzielna (niem. Einheitsgemeinde) w Niemczech, w kraju związkowym Dolna Saksonia, w powiecie Osnabrück.

## Gospodarka
Według indeksu siły nabywczej GfK Germany populacja Bad Rothenfelde ma ponadprzeciętną siłę nabywczą. Powodem tego jest to, że Bad Rothenfelde jest preferowaną i drogą dzielnicą mieszkaniową dla osób dojeżdżających do pracy z okolicy i seniorów. Bad Rothenfelde obejmuje dzielnice mieszkalne z willami i niektórymi udogodnieniami dla seniorów.